# Single European Sky
Single European Sky (SES, pl. Jednolita Europejska Przestrzeń Powietrzna) – inicjatywa Komisji Europejskiej mająca na celu: zwiększenie bezpieczeństwa, zlikwidowanie podziału i rozbieżności w kontroli ruchu lotniczego, zapewnienie bliższej współpracy z wojskiem w organizacji kontroli ruchu lotniczego i w procesie legislacyjnym, zwiększenie przepustowości przestrzeni powietrznej, zwiększenie wydajności systemu zarządzania ruchem lotniczym i ułatwienie wprowadzania nowych technologii.
Działania podjęte w ramach Jednolitej Przestrzeni Powietrznej odnoszą się przede wszystkim do organizacji i użytkowania przestrzeni powietrznej, m.in. poprzez utworzenie funkcjonalnych bloków przestrzeni powietrznej (ang. Functional Airspace Block – FAB).